# Tomasz Okoniewski
Tomasz Okoniewski – polski artysta fotograf, uhonorowany tytułami Artiste FIAP (AFIAP), Excellence FIAP (EFIAP), Excellence FIAP Bronze (EFIAP/b), Excellence FIAP Silver (EFIAP/s), Excellence FIAP Gold (EFIAP/g), Excellence FIAP Platinum (EFIAP/p), Excellence FIAP Diamond 1 (EFIAP/d1), Excellence FIAP Diamond 2 (EFIAP/d2), Excellence FIAP Diamond 3 (EFIAP/d3). Uhonorowany tytułem Master PSA (MPSA). Członek rzeczywisty i Artysta Fotoklubu Rzeczypospolitej Polskiej (AFRP). Członek Fotoklubu RCKP Krosno. Członek honorowy Fotoferia Club oraz AFF. Master Indian Visual Arts – Indyjskiej Fundacji Sztuk Wizualnych. Fotograf z dystynkcjami Federacji Global Photographic Union – GPU CR4, Master of Light – cMoL*** (Kanada), Agile Photographic Society – G.APS (Bangladesz),Campina Exhibitions – A.CPE i Hon.CPE (Rumunia), GAPU Gold Exhibitor – Asia Photographers Union (Singapur) oraz Grand Master APG – Association of Photographers of Georgia (Gruzja).

## Życiorys
Tomasz Okoniewski z wykształcenia dziennikarz i historyk, związany z krośnieńskim i podkarpackim środowiskiem fotograficznym, mieszka w Korczynie – fotografią artystyczną zajmuje się od 2007 roku. Miejsce szczególne w jego twórczości zajmuje fotografia krajobrazowa, pejzażowa oraz fotografia reportażowa. Wielokrotnie publikował swoje fotografie w lokalnej i ogólnopolskiej prasie, specjalistycznej prasie fotograficznej oraz w licznych wydawnictwach albumowych. Uczestniczy w pracach jury w wielu ogólnopolskich i międzynarodowych konkursach fotograficznych. Jest współzałożycielem oraz członkiem internetowej grupy twórczej FotoKrosno. Jako fotograf współpracuje z lokalnym czasopismem Prządki.
Tomasz Okoniewski jest autorem i współautorem wielu wystaw fotograficznych; indywidualnych, zbiorowych, pokonkursowych. Brał aktywny udział w Międzynarodowych Salonach Fotograficznych, organizowanych m.in. pod patronatem FIAP, zdobywając wiele akceptacji, medali, nagród, wyróżnień, dyplomów, listów gratulacyjnych. Prezentował swoje fotografie w ponad 76 krajach świata – nagrodzone w ponad 56 krajach. Jest dziewiętnastokrotnym laureatem nagrody FIAP Best Author. W 2016 roku został przyjęty w poczet członków Fotoklubu Rzeczypospolitej Polskiej Stowarzyszenia Twórców (legitymacja nr 406).
W 2016 roku otrzymał tytuł Artiste FIAP (AFIAP), w 2017 tytuł Excellence FIAP (EFIAP), w 2018 tytuł Excellence FIAP Bronze (EFIAP/b), w 2019 tytuł Excellence FIAP Silver (EFIAP/s), w 2020 Excellence FIAP Gold (EFIAP/g), w 2021 Excellence FIAP Platinum (EFIAP/p), w 2022 Excellence FIAP Diamond 1 (EFIAP/d1), w 2023 Excellence FIAP Diamond 2 (EFIAP/d2), w 2024 Excellence FIAP Diamond 3 (EFIAP/d3) – tytuły przyznane przez Międzynarodową Federację Sztuki Fotograficznej FIAP, z siedzibą w Luksemburgu. 
W 2017 został laureatem nagrody Działacz Kultury, przyznanej przez Starostwo Powiatowe w Krośnie oraz laureatem Nagrody Prezydenta Miasta Krosna – za wybitne osiągnięcia w dziedzinie kultury. W 2018 roku został uhonorowany Medalem „Za Zasługi dla Fotografii Polskiej” – odznaczeniem przyznawanym przez Kapitułę Fotoklubu Rzeczypospolitej Polskiej Stowarzyszenia Twórców – w 100. rocznicę odzyskania przez Polskę niepodległości. W 2020 odznaczony Srebrnym Medalem „Za Fotograficzną Twórczość” – odznaczeniem ustanowionym przez Zarząd i przyznawanym przez Kapitułę Fotoklubu Rzeczypospolitej Polskiej Stowarzyszenia Twórców, w odniesieniu do obchodów 25-lecia powstania Fotoklubu RP. W 2021 został uhonorowany tytułem QPSA, w 2022 tytułem PPSA, tytułem Excellence PSA (EPSA) oraz tytułem BPSA, w 2023 tytułem Master PSA (MPSA) – przez Photographic Society of America (PSA). W 2024 został zaproszony do prac w składzie jury – Bardaf International Exhibition w Bardejowie (Słowacja). W 2025 został zaproszony do prac w składzie jury Międzynarodowego Konkursu Fotograficznego „Kuferek", organizowanego pod patronatem Międzynarodowej Federacji Sztuki Fotograficznej FIAP, International Association of Art Photographers oraz Fotoklubu Rzeczypospolitej Polskiej Stowarzyszenia Twórców.

## Odznaczenia
- Odznaka honorowa „Zasłużony dla Kultury Polskiej” (2016)[26]
- Medal „Za Zasługi dla Fotografii Polskiej” (2018)[52]
- Srebrny Medal „Za Fotograficzną Twórczość” (2020)[49]

Źródło